# Пъстроперо феерно орехче
Пъстроперо феерно орехче (Malurus lamberti), наричано също пъстропер малур и пъстроперо австралийско коприварче, е вид птица от семейство Maluridae. Видът е незастрашен от изчезване.

## Разпространение
Разпространен е в Австралия.